# Славенський повіт
Славенський повіт (пол. powiat sławieński) — один з 18 земських повітів Західнопоморського воєводства Польщі.
Утворений 1 січня 1999 року в результаті адміністративної реформи.

## Загальні дані
Повіт знаходиться у північно-східній частині воєводства.
Адміністративний центр — місто Славно.
Станом на 1.01.2008 населення становить 57 332 осіб, площа 1043,26 км².
На терени повіту були депортовані 2321 українець з українських етнічних територій у 1947 році (т. з. акція «Вісла»).

## Демографія
Демографічні дані повіту станом на 30.06.2005:
|       | Всього | Всього | Жінки  | Жінки | Чоловіки | Чоловіки |
| ----- | ------ | ------ | ------ | ----- | -------- | -------- |
|       | осіб   | %      | осіб   | %     | осіб     | %        |
| Повіт | 57 751 | 100    | 29 416 | 50,9  | 28 335   | 49,1     |
| Міста | 27 786 | 100    | 14 468 | 52,1  | 13 318   | 47,9     |
| Села  | 29 965 | 100    | 14 948 | 49,9  | 15 017   | 50,1     |